# Diocesi di Legia
La diocesi di Legia (in latino: Dioecesis Legiensis) è una sede soppressa e sede titolare della Chiesa cattolica.

## Storia
Legia, nell'odierna Algeria, è un'antica sede episcopale della provincia romana di Numidia.
Incerta è la localizzazione dell'antica Legia. Secondo Toulotte, esisteva una città chiamata Ledja, menzionata da autori arabi, a sud-ovest di Theveste, l'odierna Tébessa, che potrebbe essere identificata con Legia.
Sono due i vescovi noti di questa antica diocesi. Alla conferenza di Cartagine del 411, che vide riuniti assieme i vescovi cattolici e donatisti dell'Africa romana, prese parte il donatista Cresconio, senza avversari cattolici.
Secondo vescovo noto è Vittorino, il cui nome si trova al 78º posto nella lista dei vescovi della Numidia convocati a Cartagine dal re vandalo Unerico nel 484; Vittorino, come tutti gli altri vescovi cattolici africani, fu condannato all'esilio. I manoscritti che riportano il testo della lista hanno diverse varianti, tra cui Legensis e Legiensis: secondo Mandouze, queste varianti rendono difficile stabilire chi tra Vittorino e Gennaro sia stato vescovo di Legia, e chi invece vescovo di Leges.
Dal 1933 Legia è annoverata tra le sedi vescovili titolari della Chiesa cattolica; dal 30 marzo 2023 il vescovo titolare è Joachim Walder, vescovo ausiliare di Aizawl.

## Cronotassi

### Vescovi residenti
- Cresconio † (menzionato nel 411) (vescovo donatista)

- Vittorino † (menzionato nel 484)

### Vescovi titolari
- Julien-Marie Leventoux, C.I.M. † (1933 - 3 settembre 1946 deceduto)[6]
- William Patrick Whelan, O.M.I. † (11 marzo 1948 - 11 gennaio 1951 nominato vescovo di Johannesburg)
- Willem van Kester, M.H.M. † (19 giugno 1952 - 10 novembre 1959 nominato vescovo di Basankusu)
- Arturo Rivera Damas, S.D.B. † (30 luglio 1960 - 19 settembre 1977 nominato vescovo di Santiago de María)
- André Jean René Lacrampe, Ist. del Prado † (13 luglio 1983 - 1º ottobre 1988 nominato prelato della Missione di Francia)
- Leonard James Olivier, S.V.D. † (10 novembre 1988 - 19 novembre 2014 deceduto)
- Denis Chidi Isizoh (6 febbraio 2015 - 12 febbraio 2023 nominato vescovo di Aguleri)
- Joachim Walder, dal 30 marzo 2023